# جرذاوية قطنية
الجرذاوية القطنية (الاسم العلمي:Sigmodontini) ) (بالإنجليزية: Cotton Rats)‏ هي قبيلة من الحيوانات تتبع فصيلة الفأرية من رتبة القوارض.

## أجناس
هي قبيلة وحيدة الجنس:
- جرذ القطن

## أنواع
- جرذ القطن البني (الاسم العلمي:Sigmodon alleni)
- جرذ القطن الألستوني (الاسم العلمي:Sigmodon alstoni)
- جرذ القطن الأريزوني (الاسم العلمي:Sigmodon arizonae)
- جرذ القطن أصحر البطن (الاسم العلمي:Sigmodon fulviventer)
- جرذ القطن الزغبي (الاسم العلمي:Sigmodon hispidus)
- جرذ القطن المفاجئ (الاسم العلمي:Sigmodon inopinatus)
- جرذ القطن أبيض الأذن (الاسم العلمي:Sigmodon leucotis)
- جرذ القطن مكسيكي غربي (الاسم العلمي:Sigmodon mascotensis)
- جرذ القطن أصفر المنخار (الاسم العلمي:Sigmodon ochrognathus)
- جرذ القطن البيروفي (الاسم العلمي:Sigmodon peruanus)